# Barembach
Barembach es una localidad y comuna francesa situada en el departamento del Bajo Rin en la región de Alsacia.
- Datos: Q21242
- Multimedia: Barembach / Q21242

1. ↑  Worldpostalcodes.org, código postal n.º 67130.
2. ↑  INSEE, Datos de población para el año 2012 de Barembach (en francés).